# Ostha basaliaria
Ostha basaliaria là một loài bướm đêm trong họ Noctuidae.